# Fotopittura animata

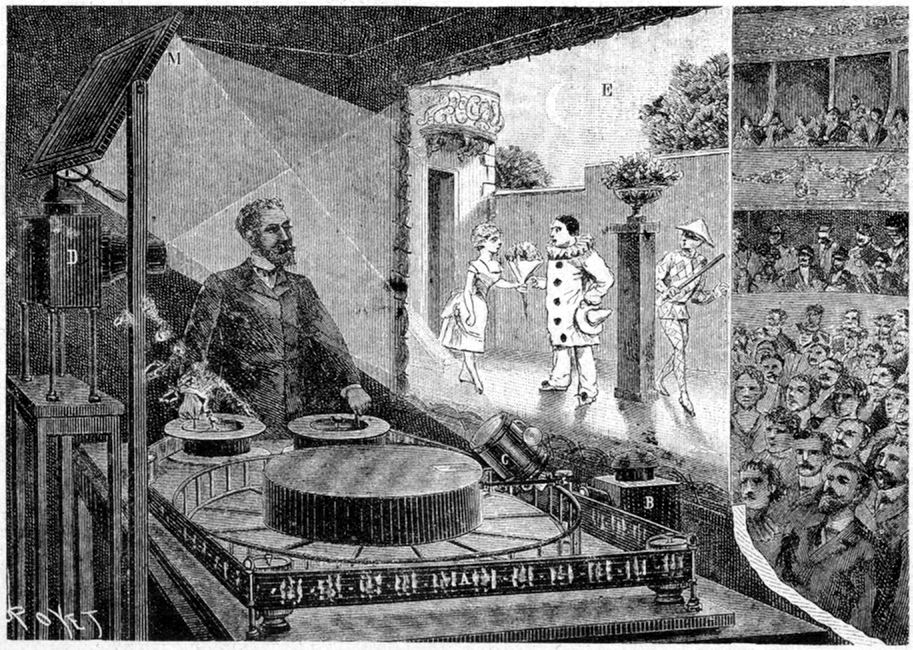
Prima proiezione pubblica del teatro ottico nel 1892

La fotopittura animata (photo-peintures animées, in francese) è un tipo di proiezione animata per teatro ottico inventata da Charles-Émile Reynaud nel 1895 e proiettata per la prima volta in pubblico al museo Grévin di Parigi nel 1896. Si tratta di una evoluzione dello spettacolo delle pantomime luminose, avente una sequenza di fotografie su lastra di vetro, in sostituzione delle immagini dipinte a mano, realizzate attraverso uno strumento inventato dallo stesso Reynaud, il foto-scenografo.

## Storia

Manifesto per la prima proiezione pubblica delle pantomime luminose del 1892

Nel 1888 Charles-Émile Reynaud perfeziona un proiettore di più larga scala, simile ai proiettori che sarebbero stati usati per le proiezioni cinematografiche qualche anno più tardi. Il 28 ottobre 1892, Reynaud dà la prima proiezione pubblica di uno spettacolo di immagini in movimento al museo Grévin di Parigi. Lo spettacolo, annunciato come "pantomime luminose" (Pantomimes Lumineuses), comprende tre sequenze animate: Pauvre Pierrot, Un bon bock e Le clown et ses chiens, ciascuno costituito da 500-700 lastre di vetro dipinte individualmente dallo stesso Reynaud e della durata di circa 15 minuti. Reynaud, inoltre, opera come proiezionista e lo spettacolo è accompagnato da un commento sonoro composto ed eseguito da Gaston Paulin. Per le "pantomime luminose", infatti, oltre all'esecuzione di rumori come commento alle immagini, viene anche composta una vera e propria colonna sonora musicale.
Le "pantomime luminose" prodotte da Reynaud per il teatro ottico, furono in tutto cinque: Un bon bock (1888), Le clown et ses chiens (1890), Pauvre Pierrot (1891), Autour d'une cabine (1893), Un rêve au coin du feu (1894). Di queste, tuttavia, ne sono sopravvissute solamente due, Pauvre Pierrot e Autour d'une cabine, poiché Reynaud stesso ha gettato le altre tre nella Senna in un momento di disperazione.
Successivamente alla nascita del cinema e delle "fotografie in movimento", anche Reynaud è costretto a piegarsi a questa nuova moda e realizza per il suo teatro ottico quelle che chiama "fotopitture animate". Si tratta di animazioni realizzate con sequenze di fotografie dipinte a mano, utilizzate al posto dei disegni, riprese attraverso uno strumento ottico creato dallo stesso Reynaud: il foto-scenografo. Di questo tipo di animazioni verranno prodotti da Reynaud i titoli:  Guillaume Tell (1896), Le premier cigare (1897) e Les clowns Price (1898). Per la proiezione della terza elabora un nuovo apparecchio, un "proiettore continuo a specchi oscillanti", ma il risultato non lo soddisfa e perciò abbandona la nuova invenzione e la stessa fotopittura animata non verrà mai proiettata.
Successivamente alla presentazione di Guillaume Tell, le proiezioni di pantomime luminose e fotopitture animate, le due forme di spettacolo verranno presentate assieme. L'ultima proiezione avviene l'8 febbraio del 1900.

## Filmografia
- Guillaume Tell (1896)
- Le premier cigare (1897)
- Les clowns Price (1898)